# Кутшеба, Тадеуш
Тадеуш Кутшеба (пол. Tadeusz Kutrzeba; 15 апреля 1886, Кракау — 8 января 1947, Лондон) — капитан генерального штаба императорской и королевской армии Австро-Венгрии, генерал дивизии Войска Польского Второй Республики, командующий армией «Познань» в оборонительной войне 1939 года.

## Биография
Родился 15 апреля 1886 года в семье Луизы (Ludwiki) и капитана австро-венгерской армии Томаша Кутжебы (Tomasza Kutrzeby). Поступил на инженерный факультет Терезианской военной академии, которую с отличием окончил в 1906 году. Благодаря этому, с 1906 год по 1910 год служил в 9-м Инженерном батальоне родного города Кракова. С 1910 года по 1913 год учился в Академии Генерального штаба в Вене. В 1911 году произведен в поручики. В 1913—1914 годах служил и работал над проектированием укреплений на границе с Черногорией в Сараево, где стал свидетелем убийства эрцгерцога Фердинанда.
После начала Первой мировой войны получил звание капитана инженерных войск. С 15 марта 1915 года, в составе австро-венгерской армии, служил на восточном фронте офицером связи. В июне 1915 года был отправлен на Итальянский фронт, где среди прочего, инспектировал укрепления в Тироле. С марта 1918 года был назначен на должность начальника штаба австрийской базы в Брэила на Дунае.
После распада Австро-Венгерской империи и возрождения польской государственности, 29 ноября 1918 года вступил в Войско Польское, начальник 1-го, затем 3-го отдела Генштаба. С октября 1919 года начальник штаба 1-й пехотной дивизии легионеров. В декабре 1919 года получил звание майора. Во время Советско-польской войны, с апреля 1920 года начальник штаба 3-й армии, с июня 1920 года — Северо-Восточного, а затем Центрального фронта. В 1920—1921 годах начальник штаба 2-й армии. С мая 1921 начальник 3-го отдела бюро Высшего военного совета. В мае 1922 года был повышен в звании до полковника. С 23 декабря 1924 года заместитель начальника Генштаба. После прихода к власти Пилсудского, в декабре 1926 года, был назначен заместителем начальника Генерального штаба. 16 марта 1927 года президент Польши Игнаций Мосцицкий, по просьбе министра военных дел Юзефа Пилсудского, выдвинул его в бригадные генералы. С ноября 1928 года комендант Высшей военной школы в Варшаве. В январе 1938 года подготовил «Проект стратегического плана на случай войны с Германией», который был высоко оценен маршалом Эдвардом Рыдз-Смиглы. 23 марта 1939 года назначен инспектором армии «Познань».
Во время Польской кампании в сентябре 1939 года командовал армией «Познань» (4 пехотные дивизии, 1 кавалерийская бригада). Армия занимала позиции в Великой Польше на линии Франкфурт-на-Одере — Познань. 8 — 9 сентября контрударом остановил на Бзуре наступление 10-й германской армии. 9 сентября ему были также подчинены остатки армии «Поморье», понёсшей тяжелейшее поражение от германских войск. Уже во время боёв в сентябре 1939 года назначен заместителем командующего армией «Варшава», в его обязанности входила, организация обороны столицы. Оборонял позиции до последней возможности, исчерпав которую капитулировал.
До конца войны находился в лагерях для военнопленных. В мае 1945 года был освобождён англо-американскими войсками и эмигрировал в Великобританию. В Лондоне возглавлял историческую комиссию «сентябрьской кампании».
8 января 1947 года умер от рака в лондонской больнице. Был похоронен с воинскими почестями на кладбище Бруквуд. Посмертно удостоен ордена воинской доблести III класса.
В 1957 году, в соответствии с его волей, его прах был перезахоронен в Польше, на Аллее Почёта кладбища Воинское Повонзки в Варшаве.
Автор военно-исторических трудов.

## Награды
- Орден «Virtuti militari»: Командорский крест, Рыцарский крест, Серебряный крест.
- Орден Возрождения Польши: Командор, Офицер.
- Крест Храбрых: 3 раза.
- Золотой Крест Заслуги с мечами.
- Золотой лавр Академический (Złoty Wawrzyn Akademicki).
- Орден Короны (Бельгия).
- Орден Орлиного креста II степени.
- Крест Свободы I класса 2-й степени.
- Офицер ордена Почетного легиона.
- Военный орден Лачплесиса III степени.
- Орден Звезды Румынии: Командор.